# Rhamnella rubrinervis
Rhamnella rubrinervis är en brakvedsväxtart som först beskrevs av Lév., och fick sitt nu gällande namn av Alfred Rehder. Rhamnella rubrinervis ingår i släktet Rhamnella och familjen brakvedsväxter. Inga underarter finns listade i Catalogue of Life.